# Mont Maudit
Le mont Maudit, culminant à 4 465 ou 4 468 m, est un sommet du massif du Mont-Blanc à la frontière entre la France et l'Italie. Il est l'un des principaux bastions qui joignent le mont Blanc au mont Blanc du Tacul.

## Toponymie
Jusqu'au XVIIIe siècle, le mont Blanc était communément appelé la « montagne maudite ».

## Géographie

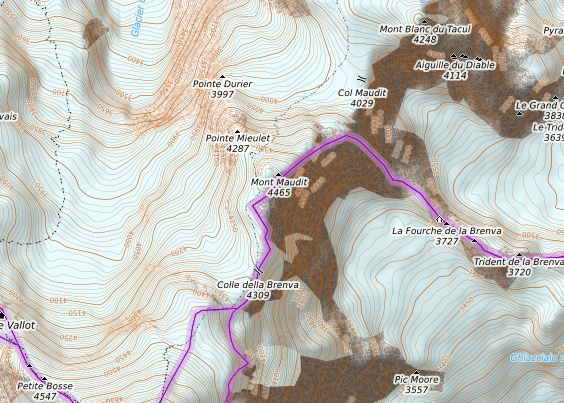
Carte topographique du mont Maudit.

Le mont Maudit est situé entre le mont Blanc du Tacul et le mont Blanc, desquels il est séparé respectivement par le col Maudit et le col de la Brenva. Le sommet est à la frontière entre la France (Haute-Savoie) et l'Italie (Vallée d'Aoste). Le col du Mont-Maudit à 4 345 ou 4 346 m, se trouve sur une voie d'accès au mont Blanc dite des trois monts. 
L'arête qui descend en direction du nord-nord-ouest vers le glacier des Bossons porte sur son faîte la pointe Mieulet (4 287 m). De même, la pointe de l'Androsace (à 4 107 m d'altitude) se dresse sur l'arête sud-est (ou arête Küffner) à la frontière entre la France et l'Italie.
Les faces les plus importantes du mont Maudit sont la face sud, haute de 800 m, et le versant est de l'épaule nord-est qui plonge de 650 m sur la combe Maudite.

## Histoire
Les premières ascensions du mont Maudit sont les suivantes : 
- 12 septembre 1878 : arête sud (par le col de la Brenva) par Henry Seymour Hoare, William Edward Davidson avec Johann Jaun et  Johann von Bergen ;
- 4 juillet 1887 : arête sud-est (voie Küffner) par les guides suisses Alexandre Burgener et Joseph Furrer accompagnés de Moritz von Küffner ;
- 31 juillet 1898 : arête nord-est par J.S. Masterman et les guides Albert et Benedikt Supersaxo ;
- 4 août 1929 : face sud-est (voie des italiens ou voie Crétier) par René Chabod, Amilcar Crétier et Lino Binel ;
- 1er août 1935 : arête nord-nord-ouest intégrale à partir du glacier des Bossons par P. Dilleman, Armand Charlet et Joseph Ravanel ;
- 25 août 1948 : versant est et arête nord-est par Piero Ghiglione, G.G. Macphee et Arturo Ottoz ;
- 1949 : hivernale de l'arête sud-est par Arturo Ottoz, Leonardo et Lanfranco Pozzi ;
- 6-7 août 1959 : face sud-est par Roberto Gallieni, Walter Bonatti et Andrea Oggioni ;
- 3 septembre 1964 : éperon est de la pointe de l'Androsace par Cosimo Zappelli et Giorgio Bertone ;
- 19 août 1971 : ascension directe du contrefort central du versant Brenva par Andrzej Mróz et Jean-Pierre Bourgerol.

Le mont Maudit a été le théâtre de plusieurs catastrophes dues à des avalanches. En 1820, le mont Maudit est le lieu du premier accident mortel d'une expédition au mont Blanc. En effet, durant l'ascension de l'officier britannique Joseph Anderson et du docteur Joseph Hamel, trois guides trouvent la mort, emportés par une avalanche et précipités dans des crevasses. Paul Verne évoque l'événement dans son récit Quarantième ascension au Mont Blanc. Le 12 juillet 2012, une avalanche entraîne la mort de neuf alpinistes. Le 17 août 2016, une avalanche de séracs entraîne la mort de trois alpinistes.

## Alpinisme

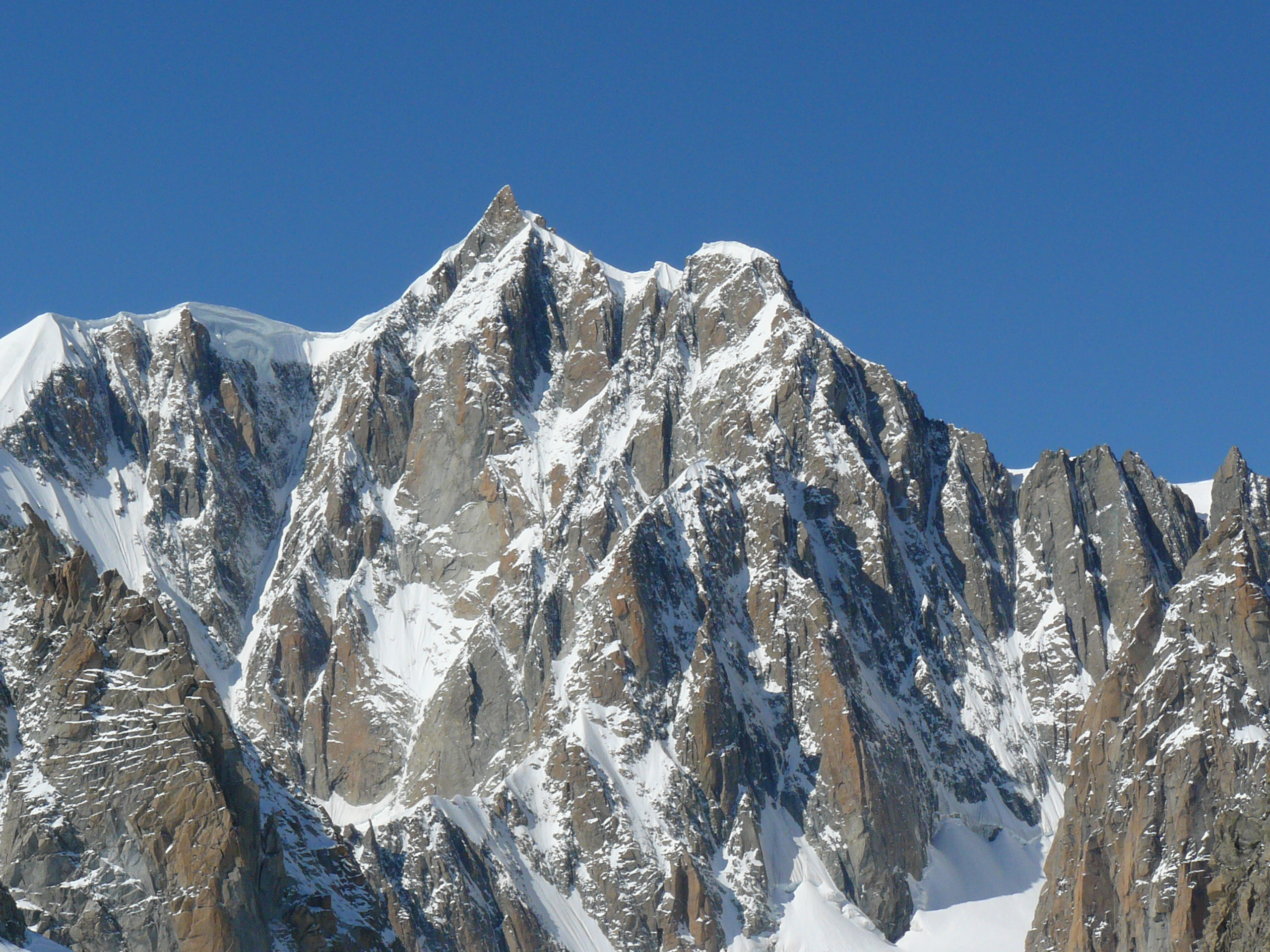
Le mont Maudit depuis la pointe Helbronner.

La voie d'accès la plus facile et la plus fréquentée est l'arête nord-ouest en passant par col du mont Blanc du Tacul (PD).
L'arête sud-est (voie Küffner), appelée aussi arête de la Tour Ronde, est considérée comme l'une des plus belles voies d'accès au sommet du mont Maudit. Cette voie est cotée D dans l'échelle UIAA avec des passages d'escalade allant jusqu'au IV et des pentes de 50°. 
La face sud-est (voie Crétier) est une course mixte, avec des passages de rochers en IV et des passages en glace raide et dure. La face a un dénivelé de 700 m ; son ascension se réalise en huit heures depuis le pied de la paroi (TD-). 

## Accès
- Téléphérique de l'Aiguille du Midi.
- Refuge des Cosmiques (3 613 m).
- Refuge Torino (3 372 m).
- Refuge Ghiglione (3 690 m).